# 古市尊
古市 尊（ふるいち たける、2002年6月15日 - ）は、香川県丸亀市出身のプロ野球選手（捕手）。右投右打。埼玉西武ライオンズ所属。

## 経歴

### 高校時代まで
6歳から綾歌少年野球クラブで野球を始める。丸亀市立綾歌中学校時代はリトルリーグシニアチームに所属した。
香川県立高松南高等学校では1年時は外野手を務め、2年生から捕手に転向する。2020年夏の代替地方大会では1番打者を務めた。当時よりプロ野球ドラフト会議指名候補と報じられ、8月に阪神甲子園球場で開催されたプロ志望高校生合同練習会に参加した。プロ志望届を提出したが、NPBにはドラフト指名されなかった。プロ志望届は、古市に着目していたNPB球団のスカウトからの依頼で出したものだったが、指名されなかったことで却ってNPB入団を望む気持ちが生じたという。
同年10月31日に実施された四国アイランドリーグplusの高校生合同トライアウト（新型コロナウイルス感染症流行の影響を受けた四国の高校生を対象として特別に開催）に参加して合格し、直後のリーグドラフト会議で徳島インディゴソックスから指名を受けた。

### 徳島時代
入団時から強肩は監督の吉田篤史をはじめとする徳島首脳陣には注目されていたが、その他の点では未完成な部分があり、吉田はチームの勝利と古市の成長のバランスを見ながら、他の捕手と古市の起用を考えたと述べている。
2021年シーズンは正捕手の座をつかめなかったものの41試合に出場、打率.231、出塁率.344の打撃成績だった。捕手としては、リーグトップとなる盗塁阻止率.571（盗塁阻止16）を記録した。徳島ではコーチの岡本哲司や投手の福永春吾から捕球術やリードについて指導を受けたという。
2021年10月11日に開催された2021年度ドラフト会議で埼玉西武ライオンズから育成選手ドラフト1位指名を受けた。香川県立高松南高等学校の出身者としては初のNPBドラフト指名となる。11月19日、支度金350万円、年俸280万円で入団に合意した。背番号は125。担当スカウトは鈴木敬洋。

### 西武時代
2022年は二軍で15試合出場したが、打率、盗塁阻止率共に1割台だった。
2023年4月14日に支配下登録された。背番号は65。最終的に一軍で29試合に出場した。11月25日、230万円増となる推定年俸700万円で契約を更改した。
2024年は開幕1軍に名を連ねたが、4月中旬まで途中出場4試合にとどまり、4月27日の対福岡ソフトバンクホークス4回戦（みずほPayPayドーム福岡）で初先発し延長10回フル出場。その翌日28日、対ソフトバンク5回戦（同）に延長11回裏の守備から出場していたが、2-2同点の延長12回裏二死満塁の場面で、この回3人目の投手となるジェフリー・ヤンが打者柳田悠岐に対し1ボール2ストライクからの4球目に投じたボール球のスライダーを後逸、三塁走者が帰還しサヨナラ負けとなる。これが2015年9月29日の嶺井博希（横浜DeNAベイスターズ）以来NPB史上15人目（16度目）、パ・リーグでは同年8月5日の伊藤光（オリックス・バファローズ）以来史上5度目、球団では前身の西鉄・太平洋クラブ・クラウンライター時代を通じ史上初となるサヨナラ捕逸となった。翌日は出場なく、4月30日に古賀悠斗と入れ替わる形で登録抹消。

## 選手としての特徴
二塁送球のベストタイムは1秒73を記録。

## 詳細情報

### 年度別打撃成績
| 年 度     | 球 団     | 試 合 | 打 席 | 打 数 | 得 点 | 安 打 | 二 塁 打 | 三 塁 打 | 本 塁 打 | 塁 打 | 打 点 | 盗 塁 | 盗 塁 死 | 犠 打 | 犠 飛 | 四 球 | 敬 遠 | 死 球 | 三 振 | 併 殺 打 | 打 率 | 出 塁 率 | 長 打 率 | O P S |
| --------- | --------- | ----- | ----- | ----- | ----- | ----- | -------- | -------- | -------- | ----- | ----- | ----- | -------- | ----- | ----- | ----- | ----- | ----- | ----- | -------- | ----- | -------- | -------- | ----- |
| 2023      | 西武      | 29    | 56    | 50    | 2     | 8     | 0        | 0        | 0        | 8     | 0     | 0     | 1        | 3     | 0     | 2     | 0     | 1     | 13    | 0        | .160  | .208     | .160     | .368  |
| 2024      | 西武      | 6     | 6     | 6     | 0     | 0     | 0        | 0        | 0        | 0     | 0     | 1     | 0        | 0     | 0     | 0     | 0     | 0     | 0     | 0        | .000  | .000     | .000     | .000  |
| 通算：2年 | 通算：2年 | 35    | 62    | 56    | 2     | 8     | 0        | 0        | 0        | 8     | 0     | 1     | 1        | 3     | 0     | 2     | 0     | 1     | 13    | 0        | .143  | .186     | .143     | .329  |

- 2024年度シーズン終了時

### 年度別守備成績
| 年 度 | 球 団 | 捕手  | 捕手  | 捕手  | 捕手  | 捕手  | 捕手     | 捕手  | 捕手     | 捕手     | 捕手     | 捕手     |
| 年 度 | 球 団 | 試 合 | 刺 殺 | 補 殺 | 失 策 | 併 殺 | 守 備 率 | 捕 逸 | 企 図 数 | 許 盗 塁 | 盗 塁 刺 | 阻 止 率 |
| ----- | ----- | ----- | ----- | ----- | ----- | ----- | -------- | ----- | -------- | -------- | -------- | -------- |
| 2023  | 西武  | 28    | 116   | 18    | 1     | 0     | .993     | 1     | 11       | 6        | 5        | .455     |
| 2024  | 西武  | 4     | 11    | 1     | 0     | 0     | 1.000    | 1     | 0        | 0        | 0        | ----     |
| 通算  | 通算  | 32    | 127   | 19    | 1     | 0     | .993     | 1     | 11       | 6        | 5        | .455     |

- 2024年度シーズン終了時[注 1]

### 記録
初記録
- 初出場：2023年5月10日、対千葉ロッテマリーンズ7回戦（ベルーナドーム）、9回表に古賀悠斗に代わり捕手で出場[19]
- 初先発出場：2023年5月12日、対東北楽天ゴールデンイーグルス7回戦（ベルーナドーム）、8番・捕手で先発出場[20]
- 初打席：同上、2回裏に田中将大から遊ゴロ[20]
- 初安打：同上、5回裏に田中将大から中前安打[21]
- 初盗塁：2024年3月31日、対東北楽天ゴールデンイーグルス3回戦（楽天モバイルパーク宮城）、11回表に栗山巧の代走で出場し二盗（投手：渡辺翔太、捕手：石原彪）

### 独立リーグでの年度別打撃成績
出典はリーグ公式ウェブサイトよりリンクされる「一球速報.com」。
| 年 度     | 球 団     | 打 率 | 試 合 | 打 席 | 打 数 | 得 点 | 安 打 | 二 塁 打 | 三 塁 打 | 本 塁 打 | 打 点 | 三 振 | 四 球 | 死 球 | 犠 打 | 犠 飛 | 盗 塁 | 長 打 率 | 出 塁 率 | 併 殺 打 |
| --------- | --------- | ----- | ----- | ----- | ----- | ----- | ----- | -------- | -------- | -------- | ----- | ----- | ----- | ----- | ----- | ----- | ----- | -------- | -------- | -------- |
| 2021      | 徳島      | .231  | 41    | 66    | 52    | 7     | 12    | 2        | 0        | 0        | 4     | 19    | 9     | 0     | 5     | 0     | 3     | .269     | .344     | 1        |
| 通算：1年 | 通算：1年 | .231  | 41    | 66    | 52    | 7     | 12    | 2        | 0        | 0        | 4     | 19    | 9     | 0     | 5     | 0     | 3     | .269     | .344     | 1        |

### 背番号
- 23（2021年）
- 125（2022年 - 2023年4月13日）
- 65（2023年4月14日 - ）